# Kąty (powiat siemiatycki)
Kąty – wieś w Polsce położona w województwie podlaskim, w powiecie siemiatyckim, w gminie Dziadkowice.
W okresie II RP wieś należała do gminy Kąty. W latach 1975–1998 miejscowość należała administracyjnie do województwa białostockiego.
Właścicielem majątku w Kątach był m.in. senator RP Wacław Malinowski.
Wierni kościoła rzymskokatolickiego należą do parafii Trójcy Przenajświętszej w Dziadkowicach.